# Алипија Кијевска
Алипија Кијевска, Алипија Голосијевска, (рођ. Агапија Тихонивна Авдејева; 1905, Пензенска губернија, Руско царство — 30. октобар 1988, Кијев, Украјинска ССР, СССР) била је православна монахиња која је живела у Кијеву.

## Биографија
Рођена је у породици једноставних хришћана Тихона и Васје Авдејева у Пензенској пбласти Руске империје. У детињству није говорила руски.
Године 1918. изгубила је родитеље и остала сироче. Према једној верзији, ушла је у Буђонијеву војну јединицу и он је, погођен девојчиним сузама, лично потписао наређење, дајући јој могућност да напусти јединицу. За две године Агапија је кренула на ходочашће по светим местима.
Познато је да је 1920-их и 1930-их жена била у затвору због оптужби везаних за „верски” чланак у Одеској области и осуђена на стрељање, али је Алипија успела да побегне.
Током Другог светског рата Алипија је одведена на принудни рад у Немачку, али је одатле побегла. Стигавши пешке до Кијева, живела је у великој породици у селу Капитанивка, Кијевско-Свјатошински округ, Кијевска област.
Примљена је у Кијево-печерску лавру, коју су Немци отворили 1942. године. У Лаври је живела све до њеног затварања 1961. Њен духовни ментор био је викар Кијево-печерске лавре архимандрит Кронид, који јој је приликом пострига дао име Алипија.
Период од 1951-1954 провела на је отвореном у дупљи старе липе. Архимандрит Кронид је преминуо 1954. године. Схимонах Дамјан је преузео духовно вођство над Алипијом.
Након затварања Кијево-печерске лавре 1961. године, монахиња Алипија је живела у улици Холосиивска. У то време почела је да посећује цркву Вазнесења Господњег на Демијевки у граду Кијеву, где је ишла до краја живота. Године 1979. почео је да се руши зид куће у којој је живела монахиња Алипија. Залагањем Алипијевих присталица, међу рушевинама Холосијевог манастира у Пустинској улици пронађена је и опремљена соба у којој је монахиња живела до краја свог живота.
На леђима је монахиња стално носила икону свете мученице Агатије, чије је име носила жена пре постриговања.
Алипија је умрла у недељу, 30. октобра 1988. године. Сахрањена је на Шумском гробљу на парцели додељеној манастиру Флорив у Подилу.

## Поштовање
18. маја 2006. посмртни остаци Алипијеве мајке су свечано пренети са Шумског гробља и смештени у посебан саркофаг у гробници испод главног храма Холосијевске пустиње.